# Пятигорское (Харьковская область)
Пятигорское (укр. П'ятигірське), посёлок,
Пятигорский сельский совет,
Балаклейский район,
Харьковская область.
Код КОАТУУ — 6320286001. Население по переписи 2001 г. составляет 2732 (1400/1332 м/ж) человека.
Посёлок Пятигорское является административным центром Пятигорского сельского совета, в который, кроме того, входят села
Глазуновка и
Серафимовка.
Автомобильная дорога Т-2110.
Вокруг много газовых скважин. Сходятся несколько газо- и газоконденсатопроводов.
Рядом с поселком большая птице-товарная ферма.

## Географическое положение
Посёлок Пятигорское состоит из 2-х частей, разнесенных на примерно на 1 км.
В 3-х км протекает река Северский Донец (укр. Сіверський Дінець).

## Предприятия
- Шебелинское отделение бурових робот, пос. Пятигорское. Входит в TOP-100 Украины наибольших загрязнителей окружающей среды.[1]
- ОАО с ИИ «Курганский бройлер».